# Roman Di Somma
Roman Di Somma (Genova, 20 maggio 1986) è un ex pallanuotista italiano, fratello maggiore del pallanuotista Alessandro Di Somma e del giovane pallanuotista Edoardo Di Somma con il quale però non ha mai giocato, per via del suo ritiro avvenuto dopo la partita Bogliasco-Posillipo nel maggio 2011 valevole per il 3º posto nel campionato italiano.

## Statistiche

### Presenze e reti nei club
Statistiche aggiornate al 23 dicembre 2010.
| Stagione        | Squadra         | Campionato      | Campionato | Campionato | Coppe nazionali | Coppe nazionali | Coppe nazionali | Coppe continentali | Coppe continentali | Coppe continentali | Totale | Totale |
| Stagione        | Squadra         | Comp            | Pres       | Reti       | Comp            | Pres            | Reti            | Comp               | Pres               | Reti               | Pres   | Reti   |
| --------------- | --------------- | --------------- | ---------- | ---------- | --------------- | --------------- | --------------- | ------------------ | ------------------ | ------------------ | ------ | ------ |
| 2003-2004       | Bogliasco       | A1              | ?          | 0          | -               | -               | -               | -                  | -                  | -                  | ?      | 0      |
| 2004-2005       | Bogliasco       | A1              | ?          | ?          | -               | -               | -               | -                  | -                  | -                  | ?      | ?      |
| 2005-2006       | Bogliasco       | A1              | ?          | 9          | -               | -               | -               | -                  | -                  | -                  | ?      | 9      |
| 2006-2007       | Bogliasco       | A1              | ?          | 11         | -               | -               | -               | -                  | -                  | -                  | ?      | 11     |
| 2007-2008       | Bogliasco       | A1              | ?          | 20         | -               | -               | -               | -                  | -                  | -                  | ?      | 20     |
| 2008-2009       | Bogliasco       | A1              | ?          | 29         | -               | -               | -               | -                  | -                  | -                  | ?      | 29     |
| 2009-2010       | Bogliasco       | A1              | ?          | 40         | -               | -               | -               | -                  | -                  | -                  | ?      | 40     |
| 2010-2011       | Bogliasco       | A1              | 10         | 50         | -               | -               | -               | -                  | -                  | -                  | 10     | 50     |
| Totale carriera | Totale carriera | Totale carriera | ?          | ?          |                 | -               | -               |                    | -                  | -                  | ?      | ?      |

## Palmarès

### Trofei nazionali juniores
- Campionato italiano: 2

Rari Nantes Bogliasco: 2004, 2005